# جبهه دشمن
جبهه دشمن (انگلیسی: Enemy Front) یک بازی ویدئویی در سبک تیراندازی اول شخص است که توسط نامکو باندای گیمز و در سال ۲۰۱۴ در پلت‌فرم مایکروسافت ویندوز منتشر شده‌است.

## گیم پلی
بازی در حالت اول شخص است و در طول بازی تغییری نمی‌کند.
بازی بسیار حرفه‌ای عمل می‌کند و بازیکن بدون اینکه اطلاع داشته باشد پس از چند تیر بازی را می‌بازد که این را می‌توان تلاش برای نزدیک شدن به واقعیت دانست.
بازی چند حالت حمله دارد با چندین سلاح مختلف، در بازی حالت مخفی کاری بسیار رعایت شده و در اکثر مواقع در این حالت قرار دارد، در صورت شلیک مستقیم به جمجمه به وسیله تک تیرانداز صحنه آهسته ایجاد می‌شود، شما در پشت سر دشمن می‌توانید او را با ضربه تفنک بکشید یا با چاقوی زیر گلو و تفنگ روی سر اون رو برای کشتن به مکان دیگری ببرید.
در این نسخه همانند دیگر نسخه‌ها رانندگی وجود ندارد و تنها جسم متصل شونده مسلس است که در مواقع کمی استفاده می‌شود.
در اکثر مواقع شما را در دو راهی قرار میدهد که با علاقه خود انتخاب کنید گرچه در صورت انتخاب هر مسیر شما به مسیر اصلی بازی هدایت می‌شوید.
سربازهای نازی در طول بازی مدام با گروه‌های عظیم به سمت شما می آیند و در این شرایط باچهار روش سعی در نابودی شما دارند که سازندگان در این روش‌ها خلاقیت نشان دادند:
1. از اطراف و مسیرهای مختلف یورش می آورند که باعث محاصره شدن بازیکن می‌شود.
2. از تانک و تک تیرانداز استفاده می‌کنند.
3. با هم نارنجک پرتاب می‌کنند که موجب سردرگمی بازیکن می‌شود.
4. به نوبه و با مراقبه کامل پیش روی می‌کنند در این صورت اگر بخواهید سربازی که پیشروی می‌کند را بکشید قطعاً کشته می‌شوید.

## گرافیک
بازی دارای گرافیک عظیمی است که تا کنون در نسخه‌های این بازی دیده نشده، بازی به وسیله ماشین گرافیکی سعی دارد به وسیله محیط زیبا جایگاه داستان را بگیرد و نبود خط داستانی را مخفی کند، بیشتر می‌توان شهرت این بازی را بخاطر گرافیک عظیم خود دید.